# LI Liceum Ogólnokształcące im. Tadeusza Kościuszki w Warszawie
LI LO im. Tadeusza Kościuszki w Warszawie – liceum w warszawskiej dzielnicy Rembertów.

## Opis
Liceum powstało w 1944 w miejscu przedwojennego Gimnazjum im. Izabeli Adamskiej (najpierw prywatnego, od 1937 państwowego). Rozpoczęło działalność 19 października 1944. W roku szkolnym 1944/45 nadano szkole numer 51 oraz nazwisko patrona – Tadeusza Kościuszki. Świętem szkoły od 1962 jest 24 marca – data przysięgi Kościuszki na Rynku Głównym w Krakowie.
Pierwotnie szkoła miała siedzibę w budynku przy ul. Dwóch Mieczy 5, jako zespół szkół wraz ze szkołą podstawową.
W 1967 w ramach akcji „Tysiąc szkół na Tysiąclecie” oddano nowy gmach szkoły przy ulicy Kadrowej. W 1979 liceum połączono w jeden zespół szkół, wraz ze studium nauczycielskim, które stopniowo wypierało liceum. W latach 80. XX w. z liceum pozostały tylko pojedyncze klasy. W latach 90. zlikwidowano studium nauczycielskie, a szkoła przeszła reorganizację, w wyniku której uczęszczało do niej ok. 600 osób rocznie.
Liceum ma patronat trzech uczelni wyższych:
- Akademia Sztuki Wojennej,
- Akademia Pedagogiki Specjalnej;
- Wydział Nauk Ekonomicznych Uniwersytetu Warszawskiego.

W marcu 2019 szkoła uroczyście obchodziła 75-lecie istnienia, a w czerwcu 2019 odbył się I Zjazd Absolwentów.